# Scorpion King: Aufstieg eines Kriegers
Scorpion King: Aufstieg eines Kriegers (Originaltitel: The Scorpion King 2: Rise of a Warrior) ist ein 2008 erschienenes Direct-to-DVD-Prequel zu dem 2002 veröffentlichten Kinofilm The Scorpion King, der wiederum selbst ein Prequel zum 1999er Remake von Die Mumie ist. Im August 2007 wurde bekannt, dass diesmal nicht Dwayne „The Rock“ Johnson die Hauptrolle übernehmen würde, sondern Michael Copon. Außerdem würde Karen David die Rolle der weiblichen Heldin übernehmen. Der Film handelt vom jungen Mathayus, der den Tod seines Vaters miterleben muss, und sich auf einen Rachefeldzug begibt, der ihn zum gefürchtetsten Krieger der antiken Welt werden lässt.
Die Dreharbeiten zum Film begannen am 1. Oktober 2007 in Kapstadt, Südafrika. Der Film erschien am 19. August 2008 in den USA und am 28. August 2008 in Deutschland auf Blu-Ray und DVD. Am 15. Dezember 2010 wurde der Film in Deutschland auf RTL II erstausgestrahlt. 2012 entstand unter der Regie von Roel Reiné The Scorpion King 3 – Kampf um den Thron. 2015 folgte The Scorpion King 4 – Der verlorene Thron und 2018 Scorpion King: Das Buch der Seelen.

## Handlung
Mathayus will den Tod seines Vaters durch die Hand von Sargon, der jetzt König von Akkad ist, rächen, und begibt sich dafür in die Dienste der königlichen Leibgarde. Nachdem er sein Training abgeschlossen hat, wird er von Sargon beauftragt, Noah zu töten – seinen eigenen Bruder. Mathayus weigert sich, befreit seinen Bruder und flieht aus der Stadt. Doch ein magischer Pfeil folgt den beiden und tötet Noah schließlich doch. 
Daraufhin besteigt Mathayus mit seiner Kindheitsfreundin Layla ein Schiff nach Ägypten. Dort will er sich auf die Suche nach dem Speer des Osiris machen, von dem er glaubt, er könne die schwarze Magie Sargons und damit dessen Verteidigung durchbrechen. Ein Mitreisender, der griechische Poet Aristophanes (Ari), erklärt Mathayus und Layla, dass der Speer nur ägyptische Kreaturen tötet und deshalb gegen Sargon ungeeignet ist. Das Schwert von Damokles hingegen würde Wirkung zeigen. Mathayus und Layla reisen daraufhin in Begleitung von Ari nach Griechenland, wo sie auf der Suche nach dem Schwert die Unterwelt betreten wollen. Auf dem Weg dorthin gerät das Trio in eine Falle und findet sich unter mehreren Männern wieder, die dem mythischen Minotauros als Opfergabe hinterlassen wurden. Einige der Geopferten sind Söldner, die Mathayus' Vater Gefolgschaft schulden und den dreien deshalb beim Kampf gegen den Minotauros helfen. Mit der Hilfe des chinesischen Gefangenen Fung gelingt Mathayus, Layla und Ari schließlich der Sieg.
Die gewachsene Gruppe reist nun in die Unterwelt, wo sie von der Göttin Astarte angegriffen werden. Layla und Astarte kämpfen gegeneinander, während Fung und Ari nach dem Schwert suchen. Nachdem sie es gefunden haben, versucht Astarte Layla in die Hölle zu schicken, doch Mathayus kann sie retten und sie kehren alle gemeinsam in die Welt der Menschen zurück.
Astarte befiehlt Sargon, ihr das Schwert zurückzuholen, und er fragt im Gegenzug nach mehr Macht über die schwarze Magie. Als die Gruppe Akkad erreicht, aktiviert Sargon eine Maschine, die Öl in die Wasservorräte leitet. Das Gemisch aus Öl und Wasser beginnt durch Statuen in die Stadt zu fließen, wo es dann angezündet wird.
Mathayus benutzt das Schwert von Damokles um sich bis zu Sargon durchzukämpfen, findet jedoch seinen Vater. Als sich herausstellt, dass sich dahinter Sargon in Verkleidung verbirgt, nutzt dieser die Verwirrung zu seinem Vorteil und entwaffnet Mathayus. Ari hebt das Schwert auf, überreicht es Sargon, und enthüllt dabei, dass er mit Reichtümern bestochen wurde. Schnell wird jedoch klar, dass es sich bei dem an Sargon überreichten Schwert lediglich um eine billige Fälschung handelt. Ari übergibt Mathayus schließlich das echte Schwert und erlaubt ihm damit, Sargon in Bedrängnis zu bringen. Dieser behauptet dann, dass Mathayus ihm als Mitglied seiner Leibwache zur Loyalität verpflichtet ist und ihn deshalb nicht töten kann. Mathayus brennt sich daraufhin das Tattoo der Skorpionkrieger vom Arm, während sich Sargon in die Schatten zurückzieht.
Sargon verwandelt sich für die finale Konfrontation in einen riesigen, schwarzen, fast unsichtbaren Skorpion. Letztendlich tötet Mathayus den Skorpionkönig, während Fung und Layla die Feuer in der Stadt löschen. Astarte teilt Mathayus mit, dass sie ihm keine Gnade zeigen wird, doch dieser zeigt sich relativ unbeeindruckt. Nachdem er von Layla verarztet wurde, erwacht Mathayus schließlich in einem Bett. Layla erzählt ihm, dass er das Recht auf die Königsherrschaft erworben hat, doch er lehnt ab. Er will stattdessen vorerst auf weitere Abenteuer gehen.

## Synchronisation
| Darsteller         | Sprecher          | Rolle              |
| ------------------ | ----------------- | ------------------ |
| Simon Quarterman   | Philipp Moog      | Ari                |
| Peter Butler       | Walter von Hauff  | Ashur              |
| Natalie Becker     | Natascha Schaff   | Astarte            |
| Tom Wu             | Originalton       | Fong               |
| Warrick Grier      | Crock Krumbiegel  | General Abalgamash |
| Robin Smith        | Kai Taschner      | Heiliger Priester  |
| Karen David        | Shandra Schadt    | Layla              |
| Michael Copon      | Stefan Günther    | Mathayus           |
| Andreas Wisniewski | Willi Röbke       | Pollux             |
| Randy Couture      | Gudo Hoegel       | Sargon             |
| Christian Bennett  | Niko Macoulis     | Shalmaneser        |
| Raffaele Sabatini  | Michael Brennicke | Ticketverkäufer    |
| N.N.               | Philipp Moog      | Erzähler           |

## Kritiken
Der Film wurde international überwiegend negativ bewertet. Die Filmzeitschrift Cinema sprach von einem „anstrengend humorarme[n] Actionmurks“, der die „griechische Mythologie“ plündere. Der film-dienst sah ein „einfach gestricktes Fantasy-Abenteuer mit soliden Produktionsstandards“. Das Branchenblatt Variety urteilte, der Film mute an wie eine „CW-Fernsehversion einer Swords-and-sorcery-Saga“.